# Рене Брайтбарт
Рене Брайтбарт (нім. René Breitbarth, 24 квітня 1966) — німецький боксер, чемпіон Європи, призер чемпіонатів світу і Європи серед аматорів.

## Аматорська кар'єра
На чемпіонаті Європи 1985 став чемпіоном.
- У чвертьфіналі переміг Сальваторе Тодіско (Італія) — 5-0
- У півфіналі переміг Карімжана Абдрахманова (СРСР) — 5-0
- У фіналі переміг Івайло Маринова (Болгарія) — 5-0

На чемпіонаті світу 1986 завоював срібну медаль.
- В 1/8 фіналу переміг Джона Девісона (Англія) — 3-2
- У чвертьфіналі переміг Тібора Ботоша (Угорщина) — 3-2
- У півфіналі переміг Юрія Александрова (СРСР) — 5-0
- У фіналі програв Мун Сон Гіль (Південна Корея) — 2-3

На чемпіонаті Європи 1987 завоював бронзову медаль.
- В 1/8 фіналу переміг Фабріціо Каппаї (Італія) — 5-0
- У чвертьфіналі переміг Тібора Ботоша (Угорщина) — 5-0
- У півфіналі програв Александру Христову (Болгарія) — 0-5

На Кубку світу 1987 здобув дві перемоги, а у фіналі програв Мануелю Мартінесу (Куба).
На Олімпійських іграх 1988 переміг Магаре Чекісо (Ботсвана) і програв Хорхе Елісер Хуліо (Колумбія).